# Éric Everard
Pour les articles homonymes, voir Everard.
Éric Everard (Uccle, Bruxelles, 10 juillet 1964) est un entrepreneur belge, actif dans le secteur des foires commerciales et des évènements.

## Biographie
Éric Everard a obtenu son baccalauréat auprès de l'école européenne de Luxembourg et il a fait des études d'économie à l'Université catholique de Louvain. En 1985 il y fonda les magazines estudiantins Univers-Cité et Kampus. Ce furent des succès qui l'amenèrent à fonder en 1988 le European Student Fair et à lancer les Student Welcome Packs.
De 1991 à 1996 Éric Everard fut administrateur délégué de Reed Exhibitions Benelux (faisant partie du Reed Elsevier Group). Il y fut responsable d'évènements divers, incluant le Salon européen de l’Étudiant, Jedifa, Mediaplanet et Eurantica. Il dirigea également le Reed Midem à Paris.
De 1997 à 2000 il fut directeur de KI Partners Group, spécialiste de la communication directe.

## Artexis
En 1997 Éric Everard fonda Artexis Group, dont il devint le PDG. Le groupe réunit Artexis Belgium, Artexis Nordic et easyFairs. Le chiffre d'affaires s'est élevé à 80 millions d'euros pour l'exercice 2011-2012.
En 2002 Éric Everard s'adjoignit la société Best of Group, notée sur l'Euronext, les foires commerciales d'Anvers et le Palais des Expositions de Namur. En avril 2007 il put y joindre Flanders Expo à Gand. L'ensemble de ces bâtiments, totalisant plus de 100 000 m2, permettent l'organisation de plus de 400 évènements qui réunissent 15 000 exposants et sont visités par plus de 2 millions de personnes.
Artexis Belgium est un des leaders en matière d'organisation de foires commerciales en Belgique. Ces foires s'appellent (parmi d'autres): Antica Namur, Art Brussels, Eurantica Brussels et Belgian Boat Show. Éric Everard dirigea Artexis Belgium jusqu'en 2010, étant remplacé par Dirk van Roy.
Artexis Nordic organise de nombreuses manifestations dans les deux complexes qui lui appartiennent en Suède, le Kistamassän à Stockholm et le MalmöMässan dans le sud du pays.

## Easyfairs
Éric Everard a également gagné une notoriété internationale en tant que dirigeant de EasyFairs, société qu'il a fondée en 2003 et qu'il décrit comme étant le Ryanair des foires commerciales. 
EasyFairs organise des foires commerciales spécialisées dans plus de dix pays, en Europe, en Amérique latine, au Canada et à Singapore. Son but est d'attirer les petites et moyennes entreprises qui d'habitude ne participer à des foires de ce genre.

## Organisations professionnelles
Le 12 novembre 2010 lors du 77e congrès de l'Union des foires internationales - fédération mondiale des organisateurs de foires commerciales, Éric Everard fut élu président de cette organisation,. 
Éric Everard est également membre du conseil d'administration de la banque Fortis.

## Distinctions
Depuis 1985 le magazine Trends-Tendances fait élire le Manager de l'Année. Éric Everard a été élu pour l'année 2012.
Il a pris ainsi la succession de personnalités telles que Albert Frère, Philippe Bodson, Georges Gutelman, Georges Jacobs, Pierre-Olivier Beckers, Laurent Minguet et Pierre L'Hoest. Le trophée lui a été remis par le Premier ministre Elio di Rupo, au cours d'une cérémonie tenue à Bruxelles le 9 janvier 2013,,,.